# Irische Badmintonmeisterschaft 2019
Die Irische Badmintonmeisterschaft 2019 fand am 2. und 3. Februar 2019 im Baldoyle Badminton Centre in Dublin statt.

## Die Titelträger
| Disziplin    | Gold                       | Silber                        | Bronze                        |
| ------------ | -------------------------- | ----------------------------- | ----------------------------- |
| Herreneinzel | Jonathan Dolan             | Joshua Magee                  | Adam McAllister               |
| Herreneinzel | Jonathan Dolan             | Joshua Magee                  | David Walsh                   |
| Dameneinzel  | Kate Frost                 | Rachael Darragh               | Rachael Woods                 |
| Dameneinzel  | Kate Frost                 | Rachael Darragh               | Sara Boyle                    |
| Herrendoppel | Jonathan Dolan David Walsh | Mark Brady Ciaran Chambers    | Joshua Magee Paul Reynolds    |
| Herrendoppel | Jonathan Dolan David Walsh | Mark Brady Ciaran Chambers    | Daniel Magee Adam McAllister  |
| Damendoppel  | Sara Boyle Rachael Darragh | Orla Flynn Vicki Pesti        | Sophia Noble Pamela Pontanosa |
| Damendoppel  | Sara Boyle Rachael Darragh | Orla Flynn Vicki Pesti        | Rachael Woods Rebecca Woods   |
| Mixed        | Sam Magee Chloe Magee      | Paul Reynolds Rachael Darragh | Ciaran Chambers Sophia Noble  |
| Mixed        | Sam Magee Chloe Magee      | Paul Reynolds Rachael Darragh | Daniel Magee Kate Frost       |